# Unbibium
Unbibum, eller grundämne 122 med den kemiska beteckningen Ubb, är det tillfälliga IUPAC-namnet.  Det kan också kallas eka-torium efter Dmitrij Mendelejevs förutsägelser om det periodiska systemet.
Unbibium är det fjärde grundämnet i den åttonde perioden i det periodiska systemet. Det har ännu inte gjorts några försök att framställa ämnet, men däremot har det varit föremål för förutsägelser. Unbibium kommer att vara en aktenoid. 